# La lucha de Ana
La lucha de Ana es una película dominicana, dirigida por el cineasta dominicano Bladimir Abud, se estrenó el 24 de mayo del 2012. Fue escogida por los Premios Soberano como la mejor película del año 2012 y 2013. Su protagonista se llevó el premio a la mejor actriz. Se ha exhibido en más de 35 festivales internacionales.

## Argumento
La historia se centra dentro del contexto marginal de una mujer de nombre Ana, la cual mantiene a su único hijo vendiendo flores en el Mercado Nuevo de la avenida Duarte. Un día, por un accidente, su hijo, que acababa de cumplir años, es asesinado. Esto la lleva a buscar justicia para su hijo, pero como no la consigue por la vía legal, Ana intentará conseguirla por su cuenta, atravesando un verdadero calvario.

## Premios y nominaciones
- Mejor Película en Premios Soberanos 2013
- Mejor Actriz Principal en Premios Soberanos 2013
- Mejor Actriz Principal Festival de Cine de Providence[1] 2012

## Reparto
- Cheddy García como Ana.
- Antonio Zamudio como Esteban Contreras.
- Marquis Leguizamon como Margot.
- Angel Valencia como Mingo.
- Esmailyn Morel como Raúl.
- Mario Lebrón como Joaquín Contreras.
- Karina Noble como Josefina de Contreras.
- Víctor Checo como Antonio.
- Miguel Ángel Martínez como Capitán García.
- Perla Vargas como Julieta.
- Jalsen Santana como Gerardo.
- Pericles Mejía como General González.
- Joseph Morel como Ponchao.
- Samuel Caballero como Amaurys.
- Juan Luis Padilla como Álex.
- Cristian Mojica como Rápido.
- Hector Then como fiscal adjunto.
- Leon Patiño como asistente fiscal adjunto.
- Colombia Alcantara como presentadora de TV.